# Спэкмен, Найджел
На́йджел Джеймс Спэ́кмен (англ. Nigel James Spackman; родился 2 декабря 1960 года в Ромси, Гемпшир) — английский футболист, полузащитник, в настоящее время главный тренер (на 2008 год находится без работы). Найджел был частью знаменитой команды «Ливерпуля» второй половины 1980-х годов.

## Карьера игрока
Спэкмен начинал карьеру в клубе «Андовер» и провёл первые три года своей профессиональной карьеры, выступая за «Борнмут». Летом 1983 года он перешёл в «Челси» за 35 тысяч фунтов, став часть «перестройки», затеянной менеджером Джоном Нилом, подписавшим в то же время Керри Диксона, Пата Невина и Дэвида Спиди. Спэкмен забил свой первый гол за новый клуб уже в дебютном матче против «Дерби Каунти» (5:0), хотя он обычно и не слишком часто поражал ворота соперников. По итогам того сезона «Челси» стал победителем Второго дивизиона и финишировал шестым в Первом дивизионе в следующие два года. Почти в каждой игре той команды «синих» принимал участие Спэкмен. В сезоне 1986/87 годов некоторые ключевые игроки команды, в том числе и Найджел, не нашли общего языка с новым наставником клуба Джоном Холлинсом, и Спэкмен перестал регулярно попадать в состав. В тех же случаях, когда он выходил на поле, ему приходилось действовать не на той позиции, на которой он привык играть. В 1987 году Найдж был продан в «Ливерпуль» за 400 тысяч фунтов.
Первоначально Найджел приобретался в качестве игрока замены, в 1987 году он принял участие в финале Кубка лиги, в котором его новая команда уступила «Арсеналу», но уже в следующем сезоне настал его «час славы». В тот год «Ливерпуль» демонстрировал игру, которую современные исследователи обычно характеризуют как «тотальный футбол». Это единственный сезон, в котором Спэкмен был игроком основы «красных», но он сыграл огромную роль в их успехах того времени.
В самом начале кампании получил травму основной полузащитник команды, Ронни Уилан, его футболка с пятым номером перешла Спэкмену, и тот до конца сезона не уступил её никому, заслужив уважение и похвалы за свою игру на команду и огромный объём работы, выполняемый на всех участках поля. Не самый известный игрок команды, в который выступали такие звёзды, как Джон Барнс, Питер Бирдсли и Джон Олдридж, Спэкмен был охарактеризован болельщиками как «невоспетый герой».
За всю кампанию в лиге «Ливерпуль» уступил лишь дважды и с лёгкостью выиграл чемпионат Англии. Спэкмен был на поле и в матче, в котором «красные», по мнению многих, продемонстрировал лучшую игру в истории английского футбола, обыграв со счётом 5:0 «Ноттингем Форест». Найджел в этом матче вновь показал, что он игрок командный, и его нельзя упрекнуть в эгоизме, отдав голевую передачу Джону Олдриджу, когда тот забивал пятый гол клуба. Когда до конца сезона оставался всего месяц, Уилан оправился от травмы, но шанса сыграть так и не получил — во всех оставшихся матчах по-прежнему играл Найджел, приняв участие в том числе и в финальном матче на Кубок Англии, в котором «Ливерпуль» неожиданно уступил «Уимблдону» со счётом 0:1. В этом матче Спэкмен и его партнёр по команде Гари Гиллеспи играли с повязками на головах, так как
за неделю до этого они столкнулись головами в матче против «Дерби Каунти».
В 1989 году он покинул «Ливерпуль» и перешёл в «Куинз Парк Рейнджерс», а затем, в том же году, перебрался в Глазго, начав выступать за местный «Рейнджерс», с которым он тоже выиграл несколько трофеев. В 1992 году он вернулся в «Челси», а в 1996 году перешёл в «Шеффилд Юнайтед», в котором он стал играющим тренером и ассистентом тогдашнего менеджера клуба Говарда Кендалла.

## Карьера тренера
Когда в 1997 году Кендалл покинул тренерский пост, новым наставником «клинков» стал Спэкмен, всё ещё продолжавший карьеру игрока. Команде удался отличный старт сезона, но серьёзные финансовые потери и большая зарплатная ведомость, связанные с неудачей в вопросе выхода в следующий дивизион в предшествовавшем сезоне, вынудили руководство заняться продажей главных звёзд клуба. Самым показательным моментом стала продажа лучших бомбардиров команды Брайана Дина (в «Бенфику») и Яна-Оге Фьёортофта (в «Барнсли») в один и тот же день. Хотя футболисты были проданы в середине сезона, Дин с 11 забитыми мячами в лиге так и остался лучшим бомбардиром клуба в том сезоне, столь низким был класс тех, кто его заменил. Спэкмен был недоволен сложившейся ситуацией, и в марте 1998 года покинул пост.
Позднее он был главным тренером «Барнсли» (с января по октябрь 2001), но был уволен руководством команды, которая находилась почти в самом низу таблицы (по итогам сезона клуб покинул дивизион). Найджел вернулся к тренерской работе в мае 2006 года, но уже в сентябре того же года ушёл из клуба, который находился в зоне вылета Первой лиги. По состоянию на 2008 год он так и не проработал ни в одной команде хотя бы один полный сезон.

## Карьера в СМИ
После ухода из «Барнсли» Спэкмен стал аналитиком на Sky Sports.В настоящее время он регулярно выступает в этом качестве на сингапурском канале Football Channel, а также часто появляется в субботу вечером на телеканале Setanta как приглашённый эксперт.

## Личная жизнь
В течение 22 лет он был женат, его жену звали Никола, но в 2006 году супруги развелись.

Хотя бо́льшую часть своей карьеры Найджел провёл, выступая за «Челси» (его именем даже названы одни из ворот, ведущие на «Стэмфорд Бридж»), перед матчем между «Челси» и «Ливерпулем» в полуфинале Лиги чемпионов 30 апреля 2008 года Спэкмен сказал:
Мои симпатии всегда были на стороне «Ливерпуля», хотя это и было непросто признать. Именно по этой причине я не иду на сегодняшний матч — я ощущаю слишком большое давление. Я просто надеюсь, что «Ливерпуль» пройдёт в финал и сыграет в Москве против «Манчестер Юнайтед».

## Достижения
- Чемпион Англии (1988)
- Финалист Кубка Англии (1988)
- Финалист Кубка Лиги (1987)
- Чемпион Англии (Второй дивизион) (1984)